# Port lotniczy Alfredo Vasquez Cobo
Port lotniczy Alfredo Vasquez Cobo (IATA: LET, ICAO: SKLT) – międzynarodowy port lotniczy położony w Leticia, w Kolumbii. Lotnisko jest kluczowe dla regionu Amazonii, ponieważ stanowi główne połączenie z resztą kraju i obsługuje obszar trójgraniczny między Kolumbią, Brazylią i Peru.
Zanim w Leticia powstało lotnisko, Kolumbijskie Siły Powietrzne używały samolotów PBY Catalina, aby latać z wnętrza kraju do brzegów rzeki w tym mieście. Gustavo Rojas Pinilla, dostrzegając potrzebę lepszego połączenia regionu Amazonii, Kolumbii z Bogotą, zlecił budowę lotniska.
W 2015 roku ówczesny prezydent Kolumbii, Juan Manuel Santos, ogłosił inwestycję wynoszącą ponad 142 miliardy pesos kolumbijskich (około 42 miliony dolarów amerykańskich) na wymianę istniejących obiektów na nowe terminale pasażerskie i cargo, wieżę kontrolną, parkingi, wspólne obszary oraz drogi dojazdowe. Prace miały zakończyć się 30 listopada 2018 roku, jednak z powodu opóźnień nowe obiekty miały być gotowe do czerwca 2019 roku.
28 stycznia 2021 roku, po odkryciu wysoce zaraźliwego brazylijskiego wariantu wirusa COVID-19 w Leticia, dwustu międzynarodowych turystów utknęło w mieście. Dwa tygodnie później rząd zgodził się przetransportować turystów z lotniska Alfredo Vásquez Cobo, pod warunkiem, że zapłacą za lot. Regularne loty wznowiono 2 marca.